# Edgar Ié
Edgar Miguel Ié, né le 1er mai 1994 à Bissau (Guinée-Bissau), est un footballeur bissaoguinéen qui joue au poste de défenseur central au CD Feirense. Sa vitesse lui permet aussi de jouer au poste de défenseur latéral droit.

## Biographie
Edgar Ié est né en Guinée-Bissau puis il rejoint le Portugal à l'âge de 13 ans lorsque son père y trouve un travail. Il a un frère jumeau, Edelino Ié, qui est également footballeur.

### Clubs

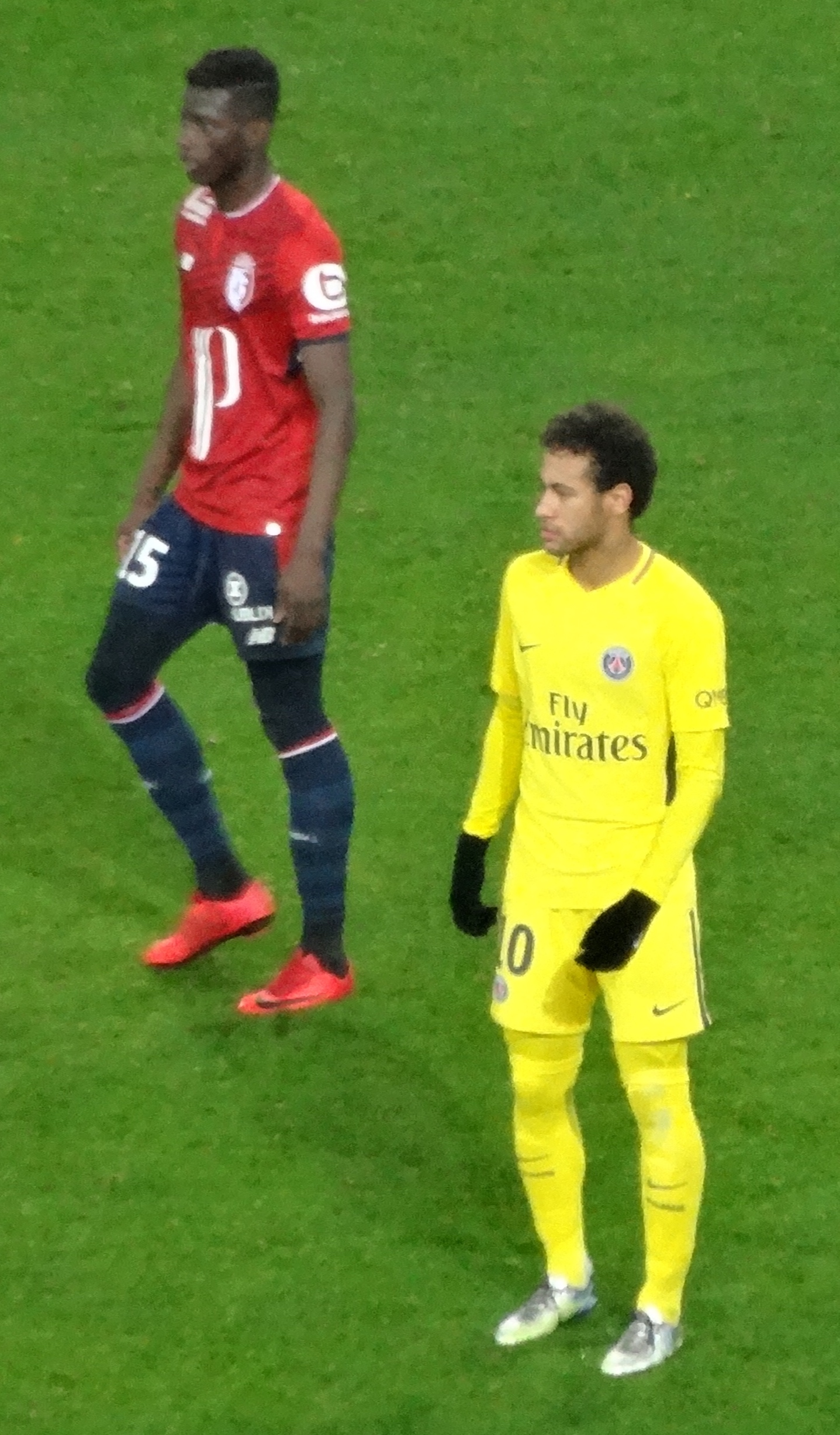
Ié au marquage de Neymar

Edgar Ié rejoint les juniors du Sporting Club de Portugal en 2008 à l'âge de 14 ans en provenance du club d'Oeiras. Il devient vite un des meilleurs espoirs du Sporting. Edgar Ié qui commence à jouer au poste de défenseur latéral est reconverti par Ricardo Sá Pinto en défenseur central.
En été 2012, il est transféré en compagnie de son coéquipier Agostinho Cá au FC Barcelone B malgré une grave blessure au pied gauche. Les médecins du FC Barcelone décident de l'opérer le 24 juillet. Après trois mois d'indisponibilité, Edgar Ié peut enfin débuter en championnat avec le FC Barcelone B le 8 décembre 2012 face à Elche CF.
En été 2014, l'entraîneur Luis Enrique lui fait effectuer le stage de pré-saison avec l'équipe première du FC Barcelone.
Le 3 décembre 2014, Edgar Ié débute en match officiel avec le FC Barcelone lors des 1/16e de finale aller de la Coupe d'Espagne face au SD Huesca (victoire 4 à 0).
Le 26 août 2015, son contrat avec le FC Barcelone est résilié, lui permettant de signer avec le club de Villarreal CF. En janvier 2017, il rejoint le club portugais de Belenenses où il s'impose rapidement.
Le 5 juillet 2017, il signe un contrat de 5 ans avec Lille.
Le 30 janvier 2019, il est prêté pour une durée de 6 mois au FC Nantes, avec une option d'achat.

### Équipe nationale

#### Avec le Portugal
En 2012, Edgar Ié est convoqué par la sélection du Portugal pour participer au Championnat d'Europe des moins de 19 ans. Mais sa blessure au pied gauche l'empêche de prendre part à la compétition. Il jouera finalement le championnat d’Europe lors de l'année 2013.
En 2013, il est convoqué pour disputer la Coupe du monde des moins de 20 ans. Il joue trois matchs et marque un but face au Ghana en 1/8es de finale.
En 2016, il est sélectionné pour participer aux Jeux olympiques d'été de 2016. En 2017, il est convoqué pour disputer le Championnat d'Europe de football espoirs. Il sera un des titulaires indiscutables pendant la compétition.
Le défenseur de Lille est appelé pour la première fois avec le Portugal, le 3 novembre 2017 par Fernando Santos. Il connaît sa première et seule sélection en entrant en jeu face à l'Arabie saoudite, se soldant par une victoire lusitanienne sur le score de trois buts à zéro.

#### Avec la Guinée-Bissau
En décembre 2023, il est retenu dans la liste des vingt-cinq joueurs bissao-guinéens sélectionnés par Baciro Candé pour disputer la Coupe d'Afrique des nations 2023.

## Statistiques
| Saison                | Club                  | Championnat           | Championnat | Championnat | Coupe nationale | Coupe nationale | Coupe de la Ligue | Coupe de la Ligue | Total | Total |
| Saison                | Club                  | Division              | M.          | B.          | M.              | B.              | M.                | B.                | M.    | B.    |
| 2012-2013             | FC Barcelone B        | Segunda División      | 6           | 0           | -               | -               | -                 | -                 | 6     | 0     |
| 2013-2014             | FC Barcelone B        | Segunda División      | 13          | 0           | -               | -               | -                 | -                 | 13    | 0     |
| 2014-2015             | FC Barcelone B        | Segunda División      | 29          | 0           | -               | -               | -                 | -                 | 29    | 0     |
| 2014-2015             | FC Barcelone          | Liga                  | -           | -           | 1               | 0               | -                 | -                 | 1     | 0     |
| Sous-total            | Sous-total            | Sous-total            | 48          | 0           | 1               | 0               | -                 | -                 | 49    | 0     |
| 2015-2016             | Villarreal CF B       | Segunda División B    | 17          | 0           | -               | -               | -                 | -                 | 17    | 0     |
| 2016-2017             | Villarreal CF B       | Segunda División B    | 14          | 0           | -               | -               | -                 | -                 | 14    | 0     |
| Sous-total            | Sous-total            | Sous-total            | 31          | 0           | -               | -               | -                 | -                 | 31    | 0     |
| 2016-2017             | CF Belenenses         | Primeira Liga         | 12          | 0           | -               | -               | -                 | -                 | 12    | 0     |
| Sous-total            | Sous-total            | Sous-total            | 12          | 0           | -               | -               | -                 | -                 | 12    | 0     |
| 2017-2018             | Lille OSC             | Ligue 1               | 35          | 1           | -               | -               | 2                 | 0                 | 37    | 1     |
| 2018-2019             | Lille OSC             | Ligue 1               | 7           | 0           | -               | -               | 1                 | 0                 | 8     | 0     |
| Total sur la carrière | Total sur la carrière | Total sur la carrière | 133         | 1           | 1               | 0               | 3                 | 0                 | 137   | 1     |

## Palmarès

### En club
Trabzonspor
- Championnat de Turquie
  - Champion en 2022